# 500GP
500GP è un videogioco arcade di corse motociclistiche sviluppato e pubblicato dalla Namco nel 1999, operante attraverso la scheda madre Namco System Super 23. Sponsorizzato dalla FIM, si basa sulla stagione 1998 della Classe 500 del motomondiale. Non bisogna confonderlo con GP 500, un videogioco simile per PC uscito nello stesso anno ma qualche mese dopo.
Il titolo venne poi rilavorato dalla stessa Namco come il primo capitolo della serie MotoGP.

## Modalità di gioco
500GP monta una pedana che replica una motocicletta da corsa ufficiale; il giocatore accelera la moto virtuale tenendo premuta la manopola dell'acceleratore e frena usando la leva del freno, mentre la sterzata la esegue inclinando fisicamente la pedana a sinistra o a destra. Il gioco dà la possibilità di scegliere un circuito su cui gareggiare tra Suzuka, Paul Ricard e Jerez, e successivamente il modello di motocicletta tra Yamaha YZR, Honda NSR e Suzuki RGV Γ.
La modalità principale, "Race", può essere giocata da un massimo di quattro utenti contemporaneamente interconnettendo quattro cabinati insieme, e loro devono completare i due giri della pista entro un limite di tempo preimpostato. Colui che taglia il traguardo trovandosi in prima posizione vince la gara. La modalità "Time Trial", esclusiva per un singolo giocatore, è accessibile inserendo un credito mentre si preme il pulsante di cambiamento della prospettiva. In essa si corre da soli sul tracciato e si cerca di ottenerne il tempo migliore, inoltre inserendo più crediti si possono aumentare fino a venti i giri da percorrere.